# 女神 (三島由紀夫)
『女神』（めがみ）は、三島由紀夫の11作目の長編小説（中編小説とみなされることもある）。理想の女性美を追い求め、自分の娘を美の化身にしようと教育する父親と、生身の女のジレンマを超えて女神へと化身する娘の物語。自然から絶対美を創造しようとする男の偏執と、その娘が日常的な愛欲に蝕まれそうになりながらも、大理石のような純粋な被造物へと転化する過程を通し、芸術家の反自然的情熱と芸術作品との関係性、芸術と人生との対比が暗喩的に描かれている。
1954年（昭和29年）、雑誌『婦人朝日』8月号から翌年1955年（昭和30年）3月号に連載され、単行本は同年6月30日に文藝春秋新社より刊行された。

## 主題・概要
三島由紀夫は『女神』連載にあたり次のように述べている。
なお、『女神』は、初出誌と初版単行本刊行の間に大幅な書き換えがなされ、後半のあらすじが変更された。いつも初出誌で、ほとんど決定稿となっている大半の三島作品の中で、唯一の例外作品である。

## あらすじ
戦前、ある商事会社の海外支店長をしていた木宮周伍は、妻・依子にあらゆる美のための教育をほどこし、彼女を優雅な夜会の華に育てあげた。周伍の偏執さは、妻の体の線が崩れるからと言って、子供を産むことも禁じたほどだった。しかし帰国し35歳になった依子の、どうしても子供がほしいという熱意に押されて一人娘の朝子を儲けた。だが変人の周伍は妻が母性に転化するのを極度に嫌がった。それが依子にも伝播し、彼女は子供を乳母や家庭教師にあずけっ放しで、再び美に憂身をやつした。しかし45歳の終戦の年に依子は空襲で火傷を負い、顔半面に醜い痕が残ってしまった。それ以来、依子は絶望し、終日家にこもるようになった。「女として美しくなかったら一文の値打もない」という哲学を夫から叩き込まれていた依子は無価値になった自分に一層苦しみ、夫を憎んだ。彼女はわざと夫へのあてつけで過度に地味になり、悲劇に閉じこもる陰気な性格になっていった。
戦後、GHQによる追放の身となり、周伍は家にいることが多くなった。ある日、女学校帰りの13歳の娘・朝子をあじさいの繁みから見たとき、周伍はその幼い顔に若い頃の依子の萌芽を見出した。そして、「俺の余生をつくして、この子を第二の依子に育てよう」と誓った。周伍は絶えず朝子に、「お前は美人だ」と繰り返した。美のためのあらゆる教養も身につけさせ、朝子は美しいエレガントな娘へと成長した。はじめは憎い夫の企みに激しく反発した依子も、娘の行末に目を見張り、半ば見守った。
ある5月の宵、周伍と朝子は銀座通りで交通事故を見た。周伍の制止にもかかわらず、朝子は一目散に倒れた男に駆け寄った。そしてその場を勇敢に取り仕切り、自家用車で怪我人を病院へと運ばせた。優しい朝子は後日また見舞いに来ると医師に告げて去った。翌日の朝刊に、天才青年画家・斑鳩一が自動車事故で負傷という記事が出ていた。美術鑑賞やピカソなどの難解芸術に関心を示さぬように厳重に教育されていた朝子は、斑鳩一の顔も作品も見たことがなかった。朝子は父に止められたが、事故の時の斑鳩の暗い顔がなぜか気になり内緒で見舞いに行った。斑鳩はキザな芸術家の態度で話がはずむような雰囲気ではなかった。しかし朝子が帰ろうとすると淋しそうな顔をし、子供のように口をとんがらかして壁の方を向いてしまった。
翌日、朝子は学校から帰ると、周伍と一緒に醍醐宮を囲む会主催の月例パーティーに出かけた。その会で朝子は、若宮の学習院の先輩でハーバード大学帰りの永橋俊二を紹介された。俊二は銀行の頭取の息子で、映画俳優にスカウトされるほどの容姿だった。周伍は、俊二こそ朝子の夫にふさわしい青年だと思った。
次の日、朝子に斑鳩から電話があった。こんどの土曜日にバアで退院祝いの会をやるから来てくれという一方的なものだった。しかしその日、朝子は俊二との約束があった。俊二とのデートを終えた後の月曜日、朝子の元に知らない女からの嫌がらせの手紙が届いた。斑鳩の芸術を愛好するグループの者だと名乗るその手紙は、朝子が退院祝いに来なかったことを非難していた。そしてある晩、再び斑鳩から電話があった。これから弟子達に付添われてお宅にお礼に伺うという迷惑なものだった。電話を朝子が代ると、明日アトリエに来てくれれば、お宅へは行かないと言った。
雨の中、朝子は大岡山の斑鳩のアトリエに行った。斑鳩は朝子が土曜日に俊二とデートしていたことをなぜか知っていた。いやがらせの手紙も自分が女のふりをして書いたと斑鳩は無邪気にバラした。あきれた朝子が帰ろうとすると、斑鳩は不自由になった足で倒れながら朝子の足首にすがりつき、帰らないでと泣きじゃくった。朝子は斑鳩をいたわるうちに、自分の家庭の悩みである父母の不仲の複雑な事情について彼に語り出した。斑鳩は相談に乗りながら好機をうかがい、急に朝子に抱きつき接吻をした。朝子は逃げるように出ていった。
学校が夏の休暇となると早々に、朝子は母・依子とまだ肌寒い軽井沢の別荘へ行った。明るいはずの娘に何があったのだろうと依子は不審に思った。俊二が朝子を追いかけて軽井沢へ遊びに来た。2人は旧M侯爵邸の庭で接吻をした。夢に見ていた絵のような状況の中での体験だったが、朝子にはもう魅惑はなく、俊二に結婚を申し込まれたが迷った。その時、斑鳩が遠くの柵からステッキをついてじっとこちらを見ていた。斑鳩は不自由な足で柵を越えようとしていたが朝子と目が合うと姿を隠した。反射的に朝子は俊二のプロポーズをその場で承諾してしまった。しかし朝子は斑鳩に恋をしてしまっていたことに気づくのだった。
周伍は娘と俊二の婚約を喜んだが、恋の情熱にますます美しくなった娘を見て、自分以外の者の手によって美が深まったことに嫉妬を覚えた。一方、母・依子と斑鳩はいつの間にか交際をしていた。依子は斑鳩が集めてきた俊二のスキャンダルの証拠の数々を見てほくそえんだ。俊二には水商売の女との間に5歳の隠し子がいて、他にも何人も女がいたのだった。軽井沢から帰京後、依子は嬉々として俊二のスキャンダルを夫にバラした。怒った周伍は俊二を呼び出し、これを問いただした。俊二は悪びれる様子もなく、金銭で型をつけると言い、潔癖な周伍を見下した態度だった。激昂した周伍は俊二を追い出すと、昂奮のあまり倒れた。
一方、その日、朝子は斑鳩のアトリエに行っていた。「好きになってしまったのよ」と朝子は斑鳩に言った。父のしつけとは正反対の烈しい表情が美しい能面を脱ぎ捨てた顔の上にあらわれた。その素直さは世にも美しかった。斑鳩は朝子を抱きしめ狂気のように接吻した。そこへ依子から、周伍が倒れたと電話が来た。斑鳩はすぐに朝子を連れてタクシーで木宮家に行った。父が医者に介抱されているのを見た朝子は倒れそうになり斑鳩に支えられた。それを見た依子は、「その男に抱かれちゃいけません。こんな人はあなたに似合わない。丁度私に似合っているのよ」と言い、斑鳩が自分の恋人になっていることを娘にバラした。夫への復讐を果たして昂奮する依子を斑鳩が制し、2人は部屋から出ていった。
意識を回復した周伍は、俊二との仲を割いたことを娘に謝った。朝子は父の勘違いを言わずにおいた。恋を失い一人ぼっちになった朝子は、父と自分とがまるで別の道を通って、今ひとつのところへ落ち合った気がした。人間の愛慾などに決して蝕まれない、新しい不死身の自分が生れるのを朝子は感じた。周伍は、かがやくように美しい女神に化身した娘を見て、「やっと2人きりになれたね」と呟いた。そして、その同じ言葉を、もっと深い余韻をもって朝子が繰り返した。「ええ、やっと2人きりになれたんだわ」

## 登場人物
木宮周伍
戦前、ある財閥の商事会社の海外支店長を歴任し、帰国後はその財閥の軽金属部門の重役をつとめていた。戦後、GHQによる追放の数年間を経て、旧財閥にゆかりのある会社の専務取締役に返り咲く。海外赴任時に、おしどり夫婦の妻をフランス女にも負けない優雅できらびやかな夜会の華に育てあげた。女性美に関しては偏執的な教育者で、愛する女を自分の理想の美の化身にすることに生きがいを感じる芸術家的な男。妻への夢が破れた後は、対象が娘に変わる。
木宮依子
周伍の妻。夫の徹底的な教育により、美人にさらに磨きがかけられ、造化の妙を嘆ぜしめる美の化身さながらの艶やかさを放っていた。出産しても体の線が崩れなかったことに安心し、母性よりも美に憂身をやつし、戦争中も華美な洋装で通していた。しかし空襲で顔に火傷を負い、それ以降、無価値になってしまった自分に絶望し、そんな教育を自分に染み込ませた夫を激しく憎むようになる。
木宮朝子
周伍と依子の一人娘。女子大1年生。13歳から周伍にあらゆる美の教育を受け、超美人に成長した。着ている淡い葡萄酒色の服に合わせてデュボネを注文するなど、服の色とカクテルやワインの色との調和にまで優雅な洗練された美を身につけている。しかし父親の教育に反して、変人的な芸術家の男に母性本能をくすぐられ惹かれる。
斑鳩一
25歳の若い天才画家。目が深く暗く澄んでいる。自らふらふらっと車道に飛び出し交通事故に遭い、片足が不自由になる。朝子は斑鳩の芸術家的わがままさに、父・周伍とどこか相通ずるものを感じとる。大岡山の高台にアトリエがある。
永橋俊二
永橋銀行の頭取・永橋圭一郎の息子。学習院卒業後はアメリカのハーバード大学へ4年間留学していた。帰国後すぐ、レストランで南宝映画会社に目をつけられ、しつこくスカウトされるほどの美男。キャディラックに乗っている。大学の成績も一番で何の欠点もないが、考えようによっては世にもつまらない男。一緒にいて十分たのしいが、何か魔力に欠けていると朝子は感じる。
瀬川医師
斑鳩が救急搬送された築地の近藤病院の医師。若い医学博士。大声で笑い、快活でさわやか。
近藤病院の受付の女
顔は無愛想でニコリともしなのに、やることは親切。
醍醐宮殿下
すでに臣籍降下した宮。恰幅のいい体型。周伍とは旧知の間柄。三田の高台の旧醍醐宮邸の御殿はクラウン・ホテルとなり、月一回、そのホテルで殿下を囲むパーティー「醍醐会」が催される。
醍醐宮の若宮・邦昭
醍醐宮殿下の息子。20歳。殿下から「邦ちゃん」と呼ばれる。朝子の友人で、朝子と話す時はわざと、ぞんざいな言葉を使う子供っぽい青年。学習院で俊二の後輩だった。醍醐会のパーティーで朝子に俊二を紹介する。
斑鳩一のアトリエのばあや
人のよさそうな老女中。斑鳩を「先生」と呼ぶ。

## 作品評価・研究
『女神』は、一見通俗的な筋で展開するが、その深層にある主題は三島文学全体に関わる要素が含まれている作品である。当時の新聞評では、成功作とはいえないものの「作者のゆたかな空想力と才気は、だれも否定出来ないだろう」と評している。
奥野健男は、「日本的湿潤から全く隔離された、乾燥したふん囲気と論理は、矢張り新しい世代の先駆者として際立っている」と評し、作者の長所と短所がはっきりした作品だと解説している。
十返肇は『女神』の主題を、「物質のように堅牢な美の存在を確認しようとするもの」とし、それは「作者の観念の中にのみ存在する」と考察しながら、三島が、滅びゆく生命の中にではなく、生き続けてゆく生命の中に〈美〉の存在があると考えているとし、その意味で、三島の特質が顕現している作品だと解説している。
『女神』は初出誌では、激昂した周伍がピストルで俊二を叩きのめそうとして弾が暴発し、俊二を撃ち殺してしまうという筋書きとなっていたが、初版単行本刊行の際に大幅に書き換えがなされ、その改稿により、終結部が単に偶発的な外的事件によってではなく、ヒロインの「内的必然性の純化」によってもたらされることで、心理小説として、より完成度の高いものとなったと田中美代子は解説している。また田中は、三島が「まわりの選良たちを劇画化し、嘲笑するため」に、上流社会を作品の素材としたと考察し、馬場重行は、それを敷衍して、「上流社会の社交の中に自閉し、美を観念の中で変形させ、その歪んだ鏡に映る像に固執する周伍の醜さ」は、〈劇画化〉するため背景として巧みに機能していると解説している。
また田中美代子は、妻や娘を「生きた芸術作品に仕立てようとする怖ろしい審美家」の周伍には谷崎潤一郎がイメージされ、一方、彼女たちの人生を「体当たり」で「攻略しようとする破滅型」の芸術家には太宰治がイメージされるとし、男たちから独立して化身する朝子の姿には、両作家の方法論への三島の批評が重ねられていると解説しつつ、暗い家庭環境や不幸をくぐり抜け精錬・窯変して永遠の「美の彫像」となる朝子の姿には、作者である三島が分身的に移乗されていると考察している。
磯田光一は『女神』の主題について、周伍の芸術家の情熱を単に「非人間的」と捉えてしまうのは容易なことで、「人間性という名の無定形のものに理想の様式を与えようとする願望は、だれの心にも多少は宿っている」とし、〈文化〉は〈自然〉と対立し、「〈自然〉を否定・克服したところに成立するもの」であり、「女性美の創出と理想化も、人間の反自然的情熱の所産」だともいえると考察し、「女を“女神”になるようにつくりあげるということは、女を不可侵の存在にしてしまうことであって、じつは奇妙なことに女の本質とは矛盾してしまうことなのである」と解説している。
そして朝子が、〈パパが教へてくれたのは、心の形骸の生活の作法だけだつたんだわ。しかもそれが今の私の、唯一の支へになつてゐるなんて、本当に妙だこと〉と思うのは、その女としての「ディレンマの告白」であり、朝子は、斑鳩一と婚約者・俊二との「心理的な絆を断ち切られる体験」を経ることで、「人間の悲劇や愛慾などに決して蝕まれない、大理石のやうに固く、明澄な、香はしい存在」に化身すると磯田は説明しながら、以下のように解説している。

## テレビドラマ化
- 女の四季『女神』（日本教育テレビ）
  - 1960年（昭和35年）10月4日、11日（全2回） 火曜日 21:15 - 21:45
  - 出演：森雅之、北沢典子、東恵美子、高橋昌也、仲谷昇、小峰千代子、ほか

## ラジオドラマ化
- ラジオ小説『女神』（文化放送）
  - 1956年（昭和31年）6月25日 - 7月20日（全19回） 毎週月曜日 - 土曜日 14:30 - 14:40
  - 構成：山田隆之。出演：越路吹雪（語り手）
  - ※ 7月7日、14日、16日、18日は休み。

## おもな刊行本
- 『女神』（文藝春秋新社、1955年6月30日） NCID BN12482061
  - 装幀：初山滋。紙装。173頁。愛読者葉書入。本文中、挿絵23葉（初山滋）。
- 文庫版『女神』（角川文庫、1959年4月10日）
  - 緑色帯。解説：十返肇
- 文庫版『女神』（新潮文庫、1978年3月30日。改版2002年11月10日）
  - カバー装幀：斎藤和雄。解説：磯田光一
  - 収録作品：「女神」「接吻」「伝説」「白鳥」「哲学」「蝶々」「恋重荷」「侍童」「鴛鴦」「雛の宿」「朝の純愛」
  - ※改版2002年より、カバー装画を水口理恵子に改装。

### 全集収録
- 『三島由紀夫全集7巻（小説VII）』（新潮社、1974年5月25日）
  - 装幀：杉山寧。四六判。背革紙継ぎ装。貼函。
  - 月報：倉橋由美子「『仮面』について」。《評伝・三島由紀夫13》佐伯彰一「伝記と評伝（その4）」。《同時代評から13》虫明亜呂無「つくられた挑戦」
  - 収録作品：「侍童」「天国に結ぶ恋」「退屈な旅」「修学旅行」「孤閨悶々」「日食」「食道楽」「家庭裁判」「夏子の冒険」「にっぽん製|につぽん製」「雛の宿」「女神」
  - ※ 同一内容で豪華限定版（装幀：杉山寧。総革装。天金。緑革貼函。段ボール夫婦外函。A5変型版。本文2色刷）が1,000部あり。
- 『決定版 三島由紀夫全集5巻 長編5』（新潮社、2001年4月10日）
  - 装幀：新潮社装幀室。装画：柄澤齊。四六判。貼函。布クロス装。丸背。箔押し2色。
  - 月報： 売野雅勇「言葉の音楽」。長野まゆみ「三島由紀夫が終わせたもの」。［小説の創り方5］田中美代子「女人変幻」
  - 収録作品：「女神」「沈める滝」「幸福号出帆」「『沈める滝』創作ノート」「『幸福号出帆』創作ノート」